# Tercera Vía (Polonia)
Tercera Vía (en polaco: Trzecia Droga, TD) es una alianza política en Polonia, fundada el 27 de abril de 2023 para participar en las elecciones parlamentarias de 2023.
El objetivo de la coalición es proporcionar una alternativa política y electoral frente a Ley y Justicia y Plataforma Cívica, los partidos políticos dominantes en Polonia en la década de 2010 y principios de la de 2020. La coalición fue creada por el centrista Polonia 2050 de Szymon Hołownia y el Partido Campesino Polaco.

## Historia
Szymon Hołownia y Władysław Kosiniak-Kamysz anunciaron la cooperación no oficial entre Polonia 2050 y el Partido Popular Polaco el 7 de febrero de 2023 como una "lista común de cosas por hacer". Los partidos se declararon dispuestos a cooperar en las áreas del sistema judicial, la educación y los gobiernos locales.

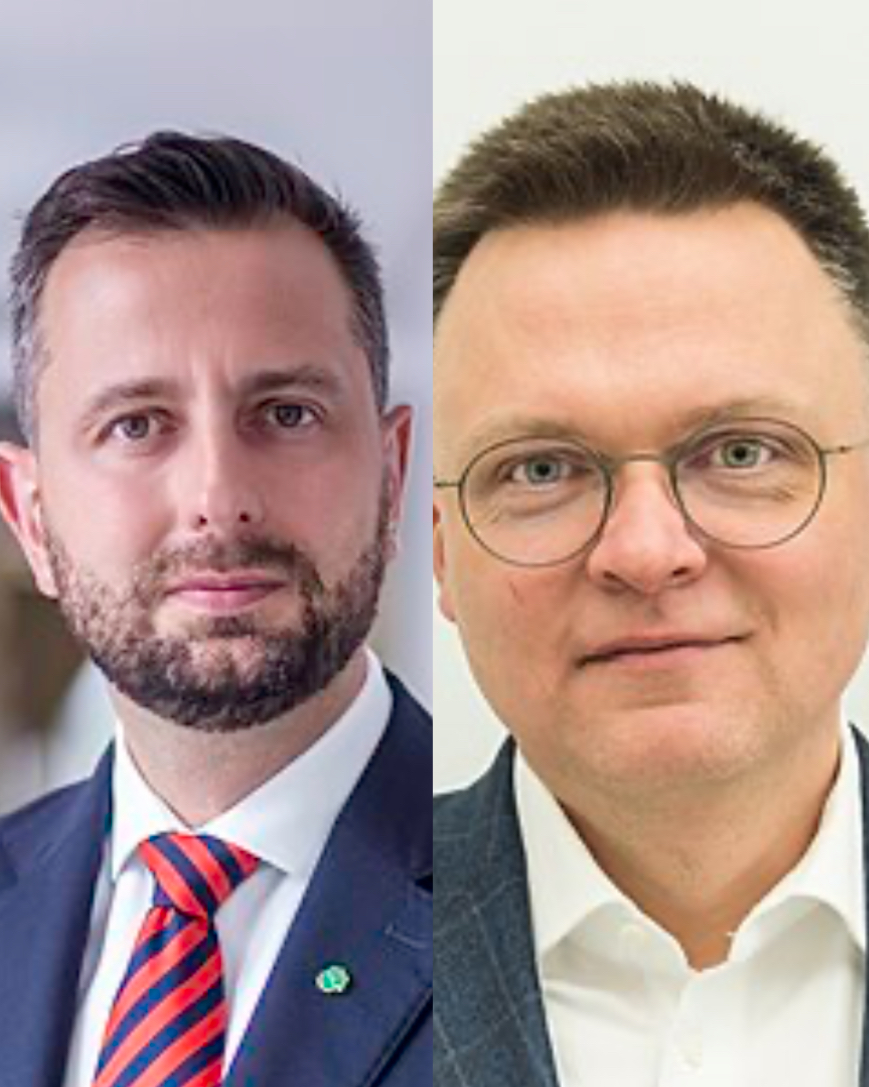
Collage de Władysław Kosiniak-Kamysz y Szymon Hołownia.

Después de largas negociaciones, los partidos decidieron presentarse juntos a las elecciones parlamentarias del 27 de abril y luego revelaron el nombre de la coalición el 15 de mayo. A pesar de cooperar durante las elecciones, ambos partidos crearán dos grupos políticos separados en el próximo Sejm.

## Plataforma
El bloque de la Tercera Vía está dominado principalmente por políticos conservadores, democristianos y liberales moderados. El objetivo de la coalición es convencer a los ex votantes de Ley y Justicia de que se pasen a la oposición creando una plataforma centrista o conservadora moderada en la oposición. Según el manifiesto de la Tercera Vía, la coalición quiere aumentar los ingresos en el ámbito presupuestario, reformar el sistema escolar, implementar una política climática basada en energías renovables y simplificar el sistema fiscal. La alianza pide un referéndum sobre la admisibilidad del aborto, dejando a sus miembros libertad en materia social; la mayoría de sus miembros son más que menos conservadores en cuestiones sociales.
Ideológicamente, la Coalición Polaca se centra en el agrarismo, el conservadurismo y la democracia cristiana, principalmente debido a la influencia del Partido Campesino Polaco y el Centro para Polonia (una escisión conservadora de la Plataforma Cívica), mientras que la Unión de Demócratas Europeos mantiene posiciones social-liberales como un sucesor de la Unión de la Libertad. Polonia 2050 representa puntos de vista principalmente centristas con una influencia visible de la política verde, tanto las influencias democristianas como las liberales están presentes, principalmente debido a que expolíticos de la Coalición Cívica se unieron al partido.
La postura del partido hacia cuestiones relacionadas con LGBTQ no es explícita. En la emisión de Radio Zet, dirigida por Bogdan Rymanowski, Szymon Hołownia, figura principal de Polonia 2050, expresó su posición contra el matrimonio entre personas del mismo sexo. Dijo que "su movimiento seguiría la regla de votar según la conciencia" si se planteara esa cuestión. Hołownia considera más racional la legalización de las uniones civiles.

## Nombre
El nombre Tercera Vía es principalmente una indicación de la construcción de una alternativa tanto a la Derecha Unida, que es conservadora nacional, como a la Coalición Cívica, que es un gran partido atrapalotodo. A pesar de cierta superposición, no se asocia con la posición política centrista de la Tercera Vía.